# Zetor 2023

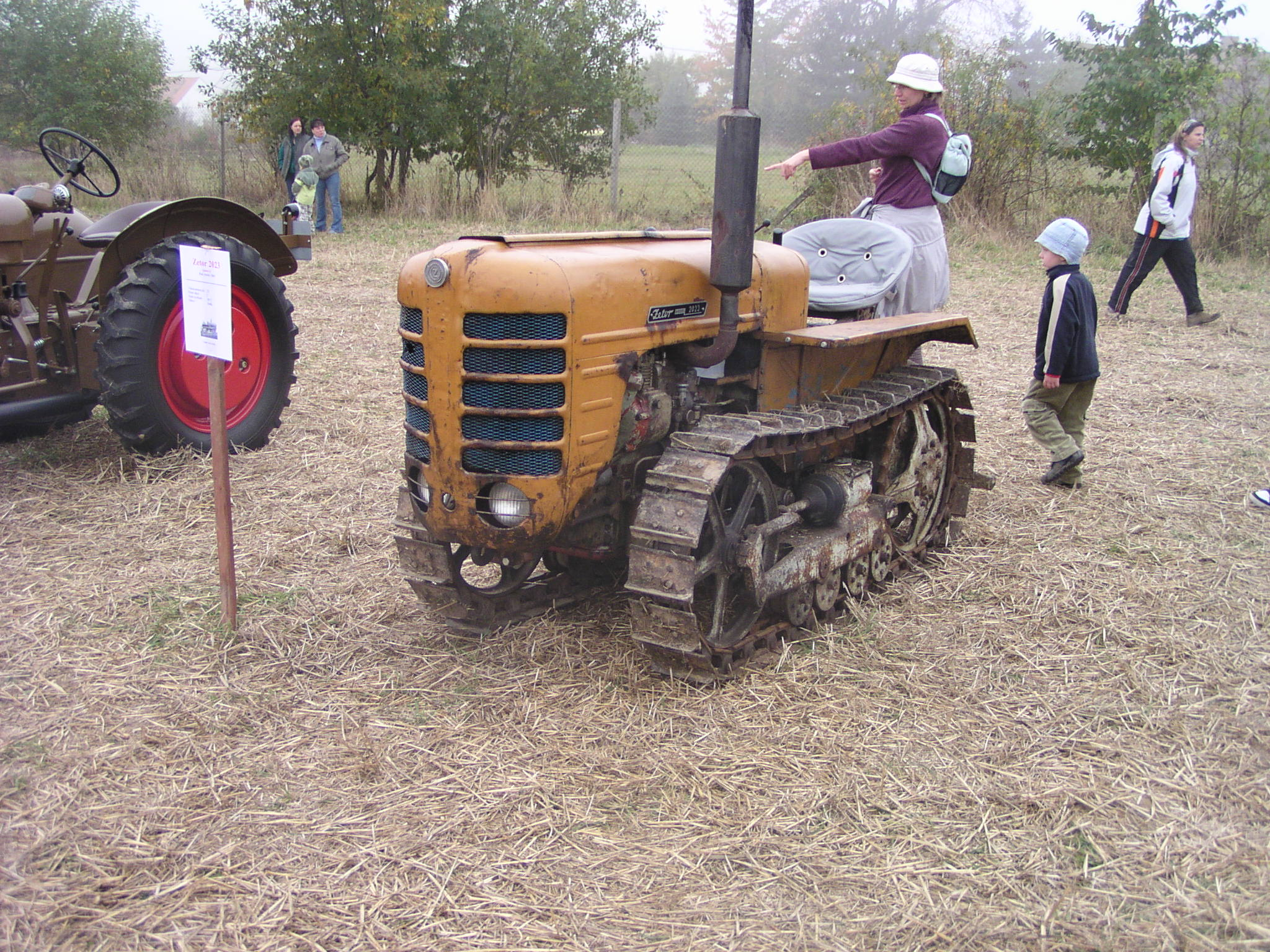
Zetor 2023

Zetor 2023 – gąsienicowy ciągnik rolniczy marki Zetor produkowany w latach 1964–1967 w fabryce Zbrojovka Brno jako unowocześnienie ciągnika Zetor 25A/K, równolegle do ciągnika Zetor 2011 będącego jego pierwowzorem.
Ciągnik ten należał do zunifikowanej rodziny traktorów UR I, w skład której wchodziły Zetory: 2011, 3011 i 4011 (wraz z ich odmianami). Model 2023 został opracowany przez czechosłowackich inżynierów ze względu na specyficzne wyganiania rynku.
Ciągnik ten różni się od modelu 2011 przede wszystkim napędem gąsienicowym, natomiast wiele elementów jest wspólnych, np. silnik, dwustopniowe sprzęgło, skrzynia przekładniowa. W ciągniku wystawała kolumna kierownicy, co świadczyło o tym, że była to modyfikacja Zetora 2011. W układzie skrętu zastosowano boczne sprzęgła, które rozdzielały napęd na gąsienice, dzięki czemu można było skręcać ciągnikiem.
Wyprodukowano kilkaset egzemplarzy ciągnika, który, oprócz sprzedaży na rynek krajowy, eksportowany był do Beneluksu, Francji, Niemiec i Włoch, (łącznie z modelem 2011 – 7349 szt.)

## Przeznaczenie
Ciągnik przeznaczony był do upraw polowych w plantacjach winnic i chmielu ze względu na niewielką szerokość gąsienic (poniżej 10 cm) i niewielką szerokość ciągnika nieprzekraczającą 1 m.

## Parametry techniczne
- typ silnika – Z 2001, czterosuwowy, wysokoprężny
- rodzaj paliwa – olej napędowy
- moc silnika – 23,8 KM przy 2000 obr./min liczonych według normy SAE
- nominalna liczba obrotów – 2000/min
- liczba cylindrów – 2
- pompa wtryskowa – tłoczkowa, 2 sekcyjna
- średnica x skok tłoka – 95 x 110 mm
- pojemność skokowa – 1600 cm³
- liczba przełożeń skrzyni biegów – 10 + 2
- masa ciągnika – 1300 kg
- podnośnik hydrauliczny – tak